# Trichoptya gaedei
Trichoptya gaedei är en fjärilsart som beskrevs av Max Wilhelm Karl Draudt 1950. Trichoptya gaedei ingår i släktet Trichoptya och familjen nattflyn. Inga underarter finns listade i Catalogue of Life.